# Jenny Luna
Jenny Luna, nome d'arte di Maria Clotilde Troili (Roma, 27 marzo 1931), è una cantante italiana di musica leggera, attiva specialmente negli anni cinquanta e sessanta.

## Biografia
Maestra elementare, inizia come cantante jazz esibendosi per hobby; viene notata durante un'esibizione dai componenti della Seconda Roman New Orleans Jazz Band, entrando per qualche tempo come voce solista dell'orchestra.
Nel 1955 inizia la carriera solista con lo pseudonimo Tilde Natil, sempre come cantante jazz, che cambierà nel 1957 con quello di Jenny Luna durante una tournée in Libano con l'orchestra di Romano Frigeri, già sassofonista nell'orchestra del maestro Angelini, e che in seguito diventerà suo marito.
In seguito cambia repertorio debuttando discograficamente come Jenny Luna nel 1958 (dopo aver ottenuto un contratto discografico con la CAR Juke Box del suo scopritore Carlo Alberto Rossi), adottando uno stile moderno assimilabile a quello degli urlatori. Il suo maggior successo è Alzo la vela (1960), tipica canzone estiva.
Dotata di grande voce e musicalità, non sfigura interpretando Le mille bolle blu, in coppia con Mina, al Festival di Sanremo 1961.
L'anno seguente torna al Festival di Sanremo presentando i brani Cose inutili e Conta le stelle, che non vengono ammessi alla serata finale.

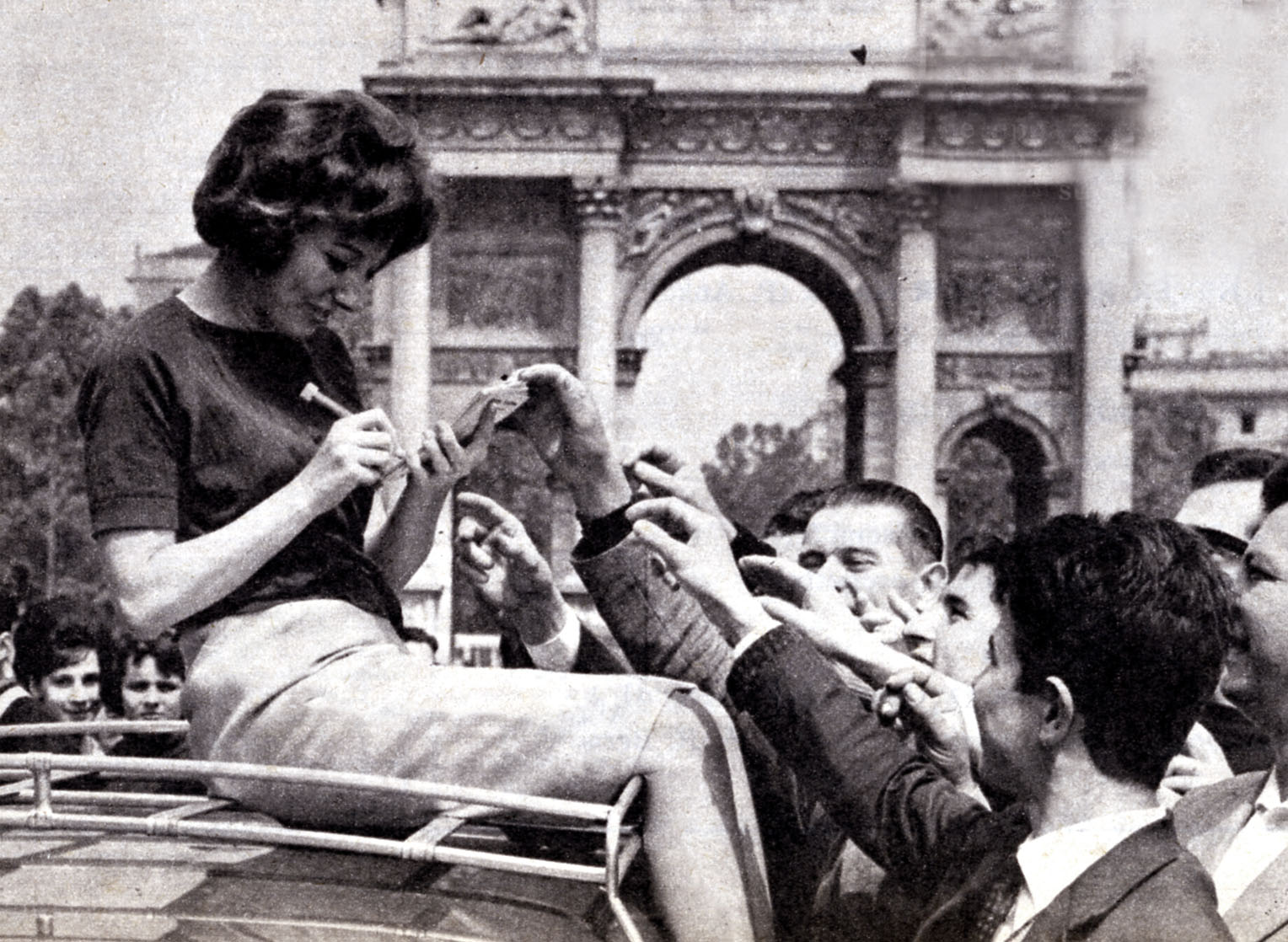
Jenny Luna firma autografi al Cantagiro 1962

Nello stesso anno partecipa al Cantagiro con A chi darai i tuoi baci? e al Gran Festival di Piedigrotta dove interpreta il brano Tu iste a Surriento in coppia con Bruno Venturini e 'A rundinella e 'o mandulino in coppia con Enzo Del Forno.
È inoltre ospite fissa della trasmissione televisiva Il paroliere questo sconosciuto, condotta da Lelio Luttazzi.
Appare in piccole parti nei film Rocco e le sorelle (1961) e Questo pazzo, pazzo mondo della canzone e 008 operazione ritmo di Tullio Piacentini (1965).
Passata alla ARC, nel 1964 partecipa a Biblioteca di Studio Uno del Quartetto Cetra (regia di Antonello Falqui), nella parodia di I tre moschettieri di Alexandre Dumas della terza puntata, interpretando Costanza, la dama della regina innamorata di D'Artagnan (Alberto Lupo); sempre nello stesso anno ottiene un buon successo con Chiodo scaccia chiodo, tradotto anche in spagnolo come Un clavo saca otro clavo.
L'anno successivo partecipa al Festival delle Rose 1965 con Ti voglio più bene di prima e Ma tu che ne sai.
Nel 1967 propone ad Un disco per l'estate il brano Di qui.
Altri pezzi interpretati dalla cantante, spesso cover di canzoni conosciute: Folle banderuola, Musetto, 24 mila baci, Non ho l'erre però (nel film Audace colpo dei soliti ignoti del 1959, diretto da Nanni Loy), Tintarella di luna, Quelqu'un viendra demain, Non t'innamorare, Alzo la vela, Sola nel sole, Qua qua te quiero.
Particolarmente suggestiva l'esecuzione di Non mi pentirò, la versione italiana, arrangiata da Luis Bacalov, di Walk On By, un successo di Burt Bacharach interpretato in inglese da Dionne Warwick.
Poco prima di concludere la sua carriera artistica, presentò alla selezione Nuove Canzoni Rai Uncla il brano Ridi con me di Italo Salizzato-Domenico Rossi.
Nel 1969 si ritira dal mondo dello spettacolo per riprendere il lavoro di insegnante di scuola materna.

## Discografia

### Album
- 1959: Presenting (Juke-Box, JLP 330001)
- 1961: Tutte le canzoni del festival di Sanremo 1961 (Juke-Box, JLP 330005; con Luciano Tajoli)
- 1961: Jenny Luna (Juke-Box, JLP 330006)
- 2007: Le mille bolle blu (On Sale Music, 52 OSM 080)
- 2009: Colpi di luna - Canzoni e cronache lunari (1969-2009) (Twilight Music - Serie Via Asiago 10, TWI CD AS 09 48; con altri esecutori)

### EP
- 1958: Marjolaine (Juke-Box, JEP 721; tracce: Marjolaine/You Send Me/Love Me For Ever/Baby Lover)
- 1959: Ave Maria No Morro (Juke-Box, JEP 727; tracce: Ave Maria No Morro/To Know Him Is To Love Him/Stupid Cupid/Everybody Love A Lover)
- 1961: Sanremo 1961 (Juke-Box, JEP 775; tracce: Benzina e cerini/Libellule/A.A.A. Adorabile cercasi/Lady Luna)

### Singoli
- 1958: Marjolaine/Tralla-la (Juke-Box JN 1732)
- 1958: Love Me For Ever/Baby Lover (Juke-Box JN 1734)
- 1958: Stupid cupid/Everybody loves a lover (Juke-Box JN 1743)
- 1958: To know him is to love him/Ave Maria no morro (Juke-Box JN 1745)
- 1958: Fated orchid/Tunnel of love (Juke-Box JN 1785)
- 1958: Kiss me honey kiss me/Venus (Juke-Box JN 1787)
- 1959: Quelqu'un viendra demain/Chanson de novembre (Juke-Box JN 1791)
- 1959: Quando piange il ciel/Il muro (Juke-Box JN 1793)
- 1959: Mezzanotte malinconica/Cara mama (Juke-Box JN 1795; sul lato B canta Renato Sambo)
- 1959: La canzone di ogni cuore/Lissabon (Juke-Box JN 1815)
- 1959: Canzone d'amore armena/Dammi l'amore (Juke Box JN 1819)
- 1959: La mia isola/Jeremy (Juke-Box JN 1821)
- 1959: Non ho l'erre... però/My world is you (Juke-Box JN 1881)
- 1960: Alzo la vela/Magico amore (Juke-Box JN 1905)
- 1960: Un cuore e un palloncino/Spogliarello al chiar di luna (Juke-Box JN 1943)
- 1960: Annadora/Linda (Juke-Box JN 1993)
- 1961: Le mille bolle blu/Ai confini del cielo (Juke-Box JN 2001)
- 1961: Rikscio/Stanotte (Juke-Box JN 2103)
- 1962: Cose inutili/Lui andava a cavallo (Juke-Box JN 2129)
- 1962: Conta le stelle/Quando...quando...quando... (Juke-Box JN 2131)
- 1962: A chi darai i tuoi baci/Stanotte (Juke-Box JN 2191)
- 1962: Zoo be zoo be zoo/Twistizzatemi (Juke-Box JN 2147)
- 1962: Piante di cocco/Il canarino (Juke-Box JN 2149)
- 1962: L'ultima volta / To know him is to love him (Juke-Box JN 2151)
- 1964: Chiodo scaccia chiodo / Sola nel sole (ARC AN 4014)
- 1965: Ma quando arrivi? / Non mi pentirò (ARC AN 4034)
- 1965: Ma tu che ne sai/Ti voglio bene più di prima (ARC AN 4062)
- 1966: Il mondo nei tuoi occhi/Ritornerei (La Voce del Padrone MQ 2074)
- 1967: Di qui/Col tempo che fa (La Voce del Padrone MQ 2082)
- 1968: Hai voglia a dire che.../Dillo subito(La Voce del Padrone MQ 2135)
- 1969: Le mele verdi/Era il 20 marzo (Columbia 3C006-17164)

#### Singoli Flexy-disc
Sono incisi da un solo lato e allegati in omaggio alla rivista Il Musichiere:
- 1959: Quelqu'un viendra demain (The Red Record, N. 20021) (Il Musichiere N° 32, 13 agosto)
- 1960: Luna Tintarella di luna (The Red Record, N. 20047) (Il Musichiere N° 58, 11 febbraio)
- 1960: Folle banderuola (The Red Record, N. 20062) (Il Musichiere N° 74, 2 giugno)

## Filmografia
- Rocco e le sorelle, regia di Giorgio Simonelli (1961)
- 008 operazione ritmo, regia di Tullio Piacentini (1965)
- Questo pazzo, pazzo mondo della canzone, regia di Bruno Corbucci e Giovanni Grimaldi (1965)